# Spiranthes cernua
Spiranthes cernua är en orkidéart som först beskrevs av Carl von Linné, och fick sitt nu gällande namn av Louis Claude Marie Richard. Spiranthes cernua ingår i släktet skruvaxsläktet, och familjen orkidéer. Inga underarter finns listade i Catalogue of Life.

## Bildgalleri

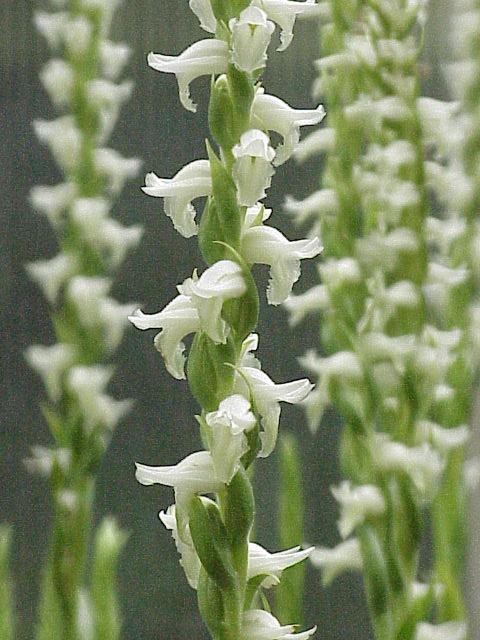
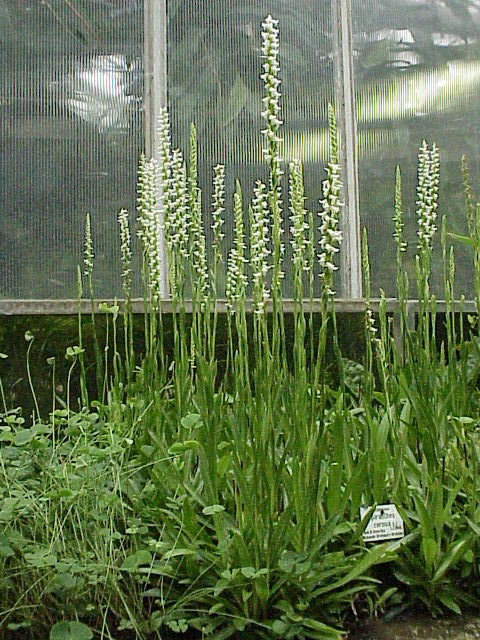
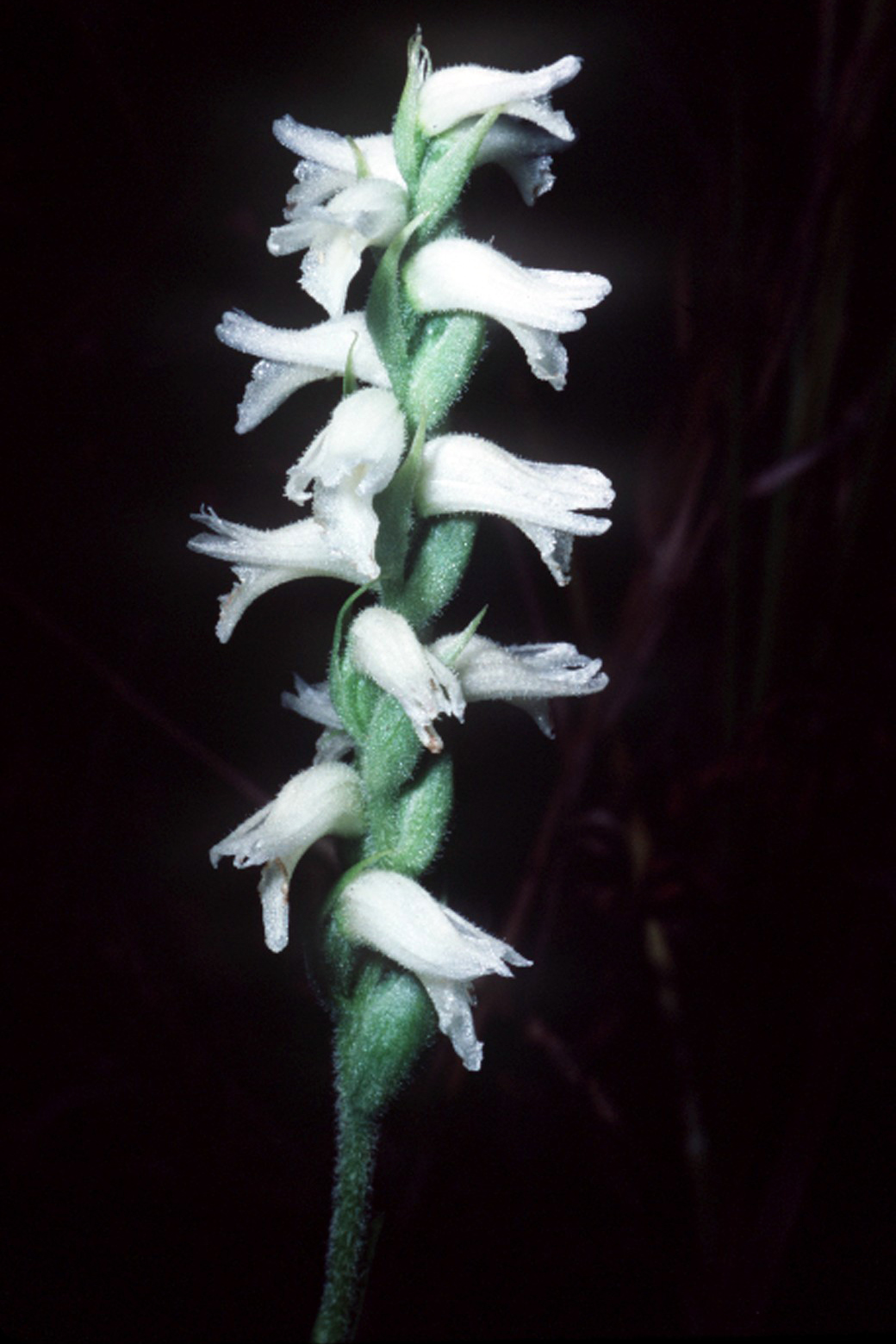
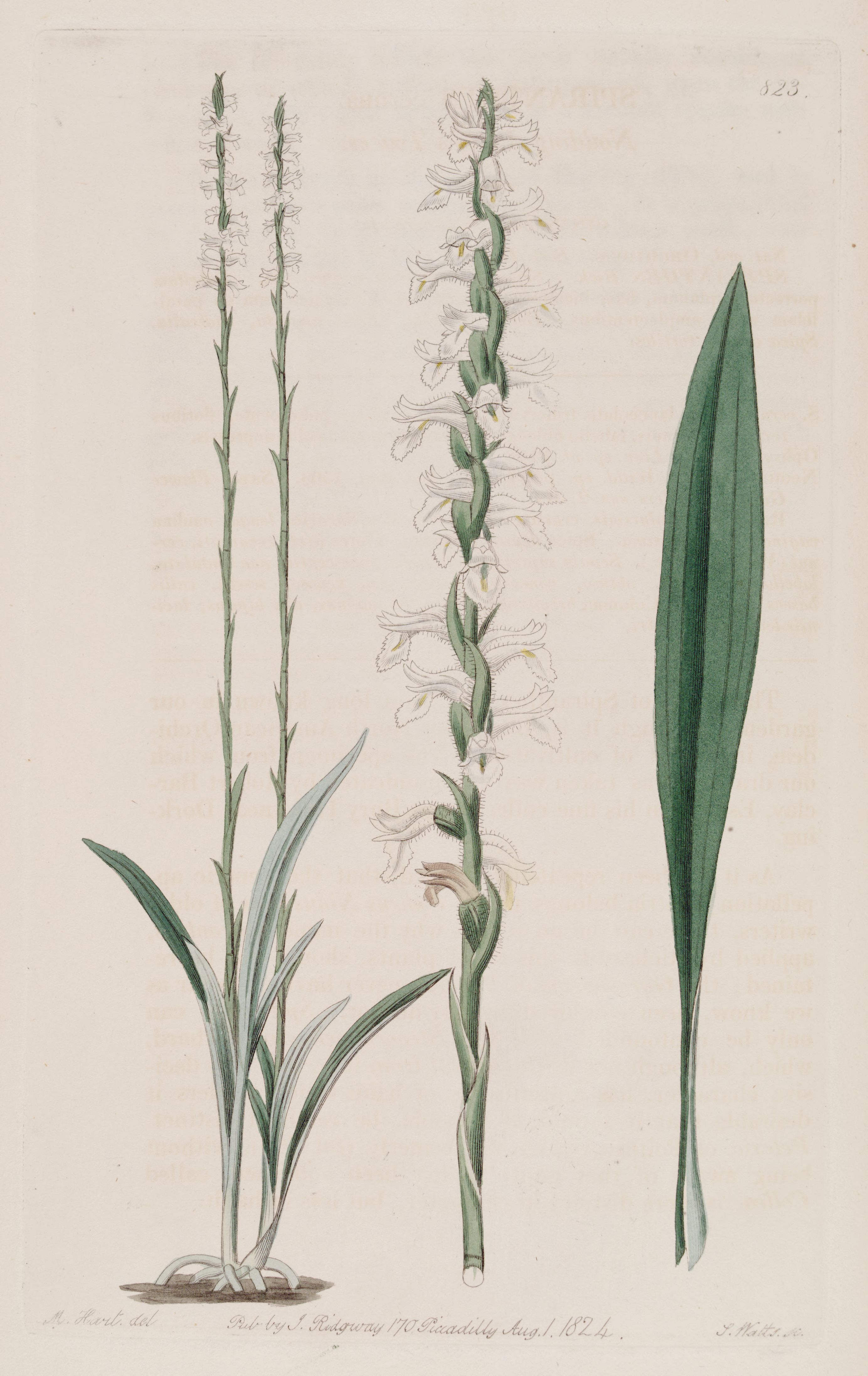
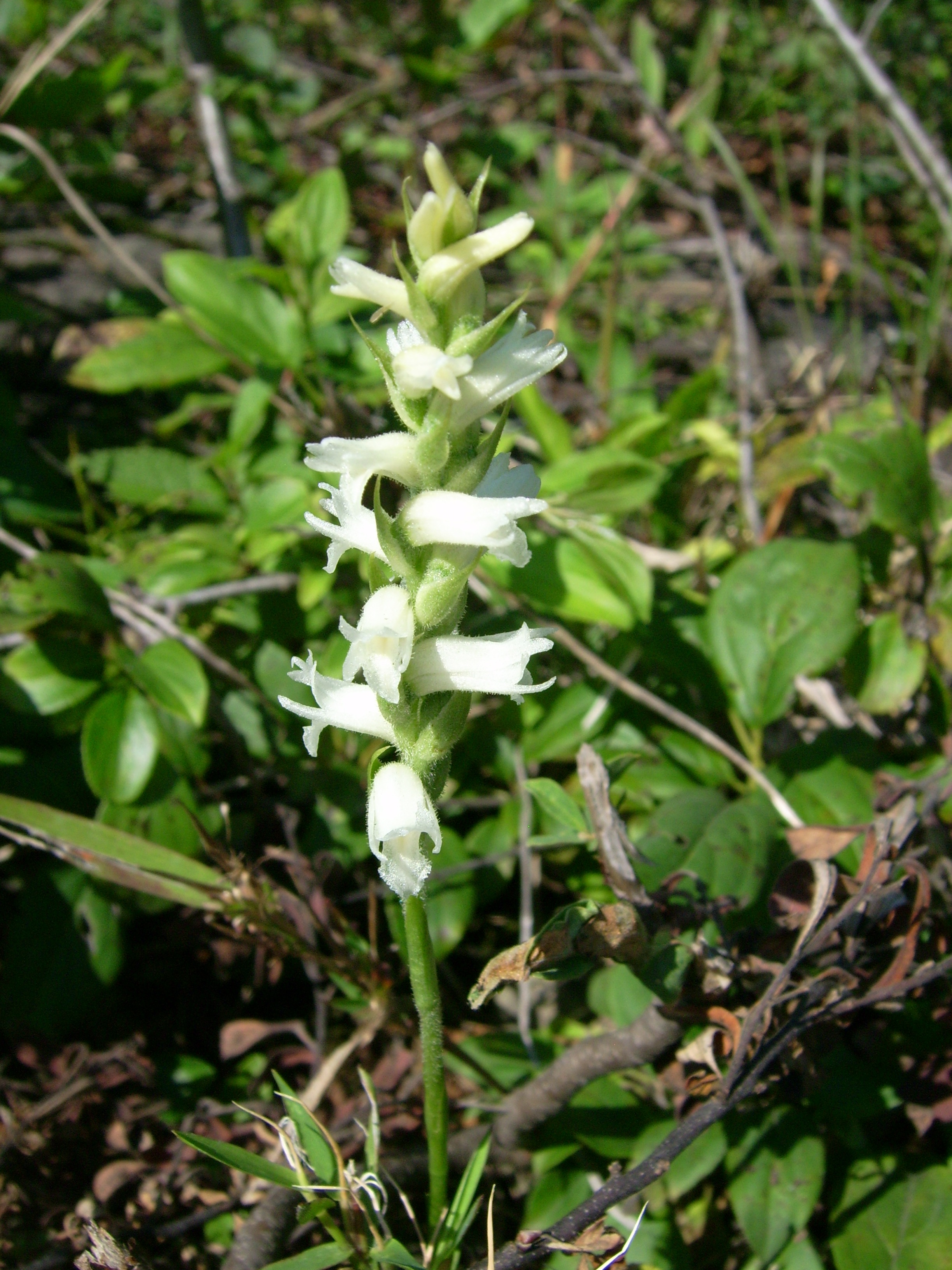
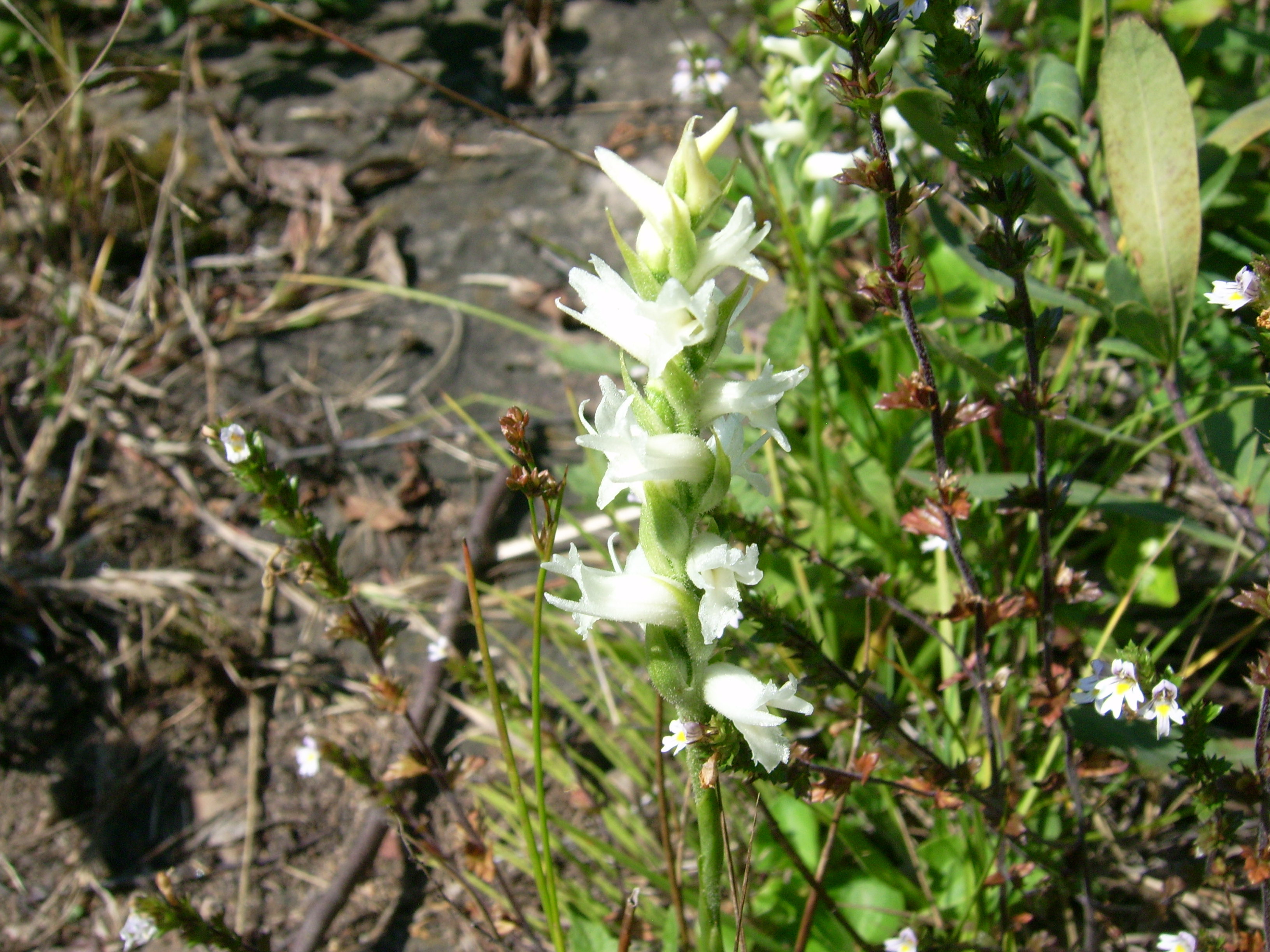